# L’Élixir de jouvence
L’Élixir de jouvence est le 19e tome de la série de bande dessinée Mélusine paru le 1er avril 2011 pour la première fois en France.

## Synopsis
Mélusine et son amie Cancrelune tentent d'aider une princesse jadis belle et gracieuse mais à qui une sorcière a jeté un mauvais sort qui devait la condamner à dormir durant 100 ans. Mais, au bout de 100 ans, lorsque la princesse se réveille, elle est devenue très vieille et a perdu sa beauté d'autrefois. Pour l'aider Mélusine, Cancrelune et Mélisande créent un élixir de jouvence. Malheureusement, quelque chose tourne mal et les trois jeunes filles vont se transformer en très petites filles et s'échapper, par la suite, dans la forêt et vivre des aventures plus folles les unes que les autres.